# Plaudren
Plaudren (bret. Plaodren) – miejscowość i gmina we Francji, w regionie Bretania, w departamencie Morbihan.
Według danych na rok 1990 gminę zamieszkiwało 1440 osób, a gęstość zaludnienia wynosiła 35 osób/km² (wśród 1269 gmin Bretanii Plaudren plasuje się na 435. miejscu pod względem liczby ludności, natomiast pod względem powierzchni na miejscu 134.).